# Thomas Parker Sanborn
Thomas Parker Sanborn (ur. 1865, zm. 1889) – poeta amerykański. Urodził się 23 lutego 1865 w miejscowości Concord w Middlesex County w stanie Massachusetts. Jego rodzicami byli Franklin Benjamin Sanborn i Louisa Sanborn z domu Leavitt. Większą część życia spędził w Concord, chociaż chodził do szkoły również w Springfield. W zimie 1880/1881, był słuchaczem Phillips Exeter Academy. Potem studiował na Uniwersytecie Harvarda. Założył tam pismo Harvard Monthly. Wydawał też Harvard Advocate. Był bliskim przyjacielem filozofa George’a Santayany. Dyplom uzyskał w 1886. Osiedlił się w Springfield, gdzie był edytorem Springfield Republican. Z powodu postępującej depresji zrezygnował z tej posady i powrócił do domu. Zaczął cierpieć na urojenia. Zmarł 3 marca 1889 w rodzinnym Concord, popełniając samobójstwo.